# The Other Side of the Wind
The Other Side of the Wind is een Iraans-Amerikaanse mockumentaryfilm uit 2018 onder regie van Orson Welles. De hoofdrollen worden vertolkt door John Huston, Bob Random, Peter Bogdanovich, Susan Strasberg en Oja Kodar.
De film werpt een satirische blik op het einde van Klassiek Hollywood en de opkomst van avant-gardekunstenaars in het New Hollywood-tijdperk. Het experimentele filmproject werd tussen 1970 en 1976 opgenomen op verschillende locaties, maar de postproductie werd nooit afgerond door Welles, die in 1985 overleed. Na zijn dood, en na een reeks juridische problemen betreffende het eigendomsrecht op de film, werd de montage alsnog afgerond. Op 31 augustus 2018, meer dan 40 jaar na het beëindigen van de opnames, ging de film op het filmfestival van Venetië in première.

## Verhaal
Jake Hannaford is een 70-jarige Hollywoodregisseur die net voor zijn dood probeerde om zijn carrière uit het slop te halen door een experimentele film met veel seks uit te brengen. De film, getiteld The Other Side of the Wind, werd nooit afgemaakt omdat de hoofdrolspeler, John Dale, opstapte.
De film wordt vertoond aan studiobaas Max David. Billy Boyle, die deel uitmaakt van Hannafords entourage, wil extra geld losweken van de studiobaas, maar slaagt er tijdens de filmvertoning niet in om te verduidelijken waar de film over gaat.
Op zijn verjaardagsfeest wordt de dronken Hannaford vergezeld door kennissen en een groep van jonge, nieuwsgierige filmmakers en critici die alles met hun camera's en bandrecorders documenteren. Een van de gasten is Brooks Otterlake, de jonge protegé van Hannaford en een succesvolle regisseur. Enkele aanwezige critici vragen zich af of Hannaford een homoseksueel is en wat zijn relatie is tot zijn hoofdrolspelers.
De opvallendste afwezige is John Dale, de hoofdrolspeler van Hannafords nieuwste film. De regisseur ontdekte Dale toen hij zelfmoord probeerde te plegen aan de Mexicaanse kust en maakte van hem een filmster. Terwijl het feestje vordert, wordt Hannaford steeds dronkener. Uiteindelijk krijgt hij een inzinking. Hij vraagt zijn protegé Otterlake om geld zodat hij zijn film kan afmaken.
Door enkele stroompannes kan Hannafords film niet volledig vertoond worden. De vertoning wordt uiteindelijk verdergezet in een verlaten drive-inbioscoop. Terwijl het laatste deel van de film op het scherm te zien is stelt journaliste Juliette Riche aan Hannaford een erg persoonlijke en indringende vraag over zijn seksualiteit, waarop de regisseur haar een klap uitdeelt.
In de ochtend duikt ook Dale op. Hannaford, zittend in de auto die hij als geschenk voor de jonge acteur gekocht had, biedt hem een lift aan. Dale blijft staan, waarna Hannaford wegrijdt.

## Rolverdeling
| Acteur / actrice     | Personage                         | Opmerking                                                                                             |
| -------------------- | --------------------------------- | --- |
| John Huston          | Jake Hannaford                    | Een parodie op Ernest Hemingway en macho-regisseurs als John Ford, Raoul Walsh en William A. Wellman. |
| Robert Random        | Oscar "John" Dale                 | |
| Peter Bogdanovich    | Brooks Otterlake                  | |
| Susan Strasberg      | Juliette Riche                    | Een parodie op filmcriticus Pauline Kael.                                                             |
| Oja Kodar            | The Actress / The Red, Red Indian | |
| Joseph McBride       | Charles Pister                    | |
| Lilli Palmer         | Zarah Valeska                     | Gebaseerd op Marlene Dietrich, met wie Welles goed bevriend was.                                      |
| Edmond O'Brien       | Pat Mullins                       | |
| Mercedes McCambridge | Maggie Fassbender                 | |
| Cameron Mitchell     | Zimmer                            | |
| Tonio Selwart        | The Baron                         | Een parodie op Welles' vroegere zakenpartner John Houseman.                                           |
| Geoffrey Land        | Max David                         | Een parodie op filmproducent Robert Evans.                                                            |
| Paul Stewart         | Matt Costello                     | |
| Dennis Hopper        | Lucas Renard                      | |
| Benny Rubin          | Abe Vogel                         | Gebaseerd op Hollywood-agent Abe Lastfogel.                                                           |
| Dan Tobin            | Dr. Bradley Pease Burroughs       | |
| Norman Foster        | Billy Boyle                       | |
| Claude Chabrol       | Als zichzelf                      | |
| Paul Mazursky        | Als zichzelf                      | |
| George Jessel        | Als zichzelf                      | |
| Richard Wilson       | Als zichzelf                      | |
| Curtis Harrington    | Als zichzelf                      | |
| Henry Jaglom         | Als zichzelf                      | |

## Productie

### Ontwikkeling
Orson Welles was al sinds 1937 een kennis van schrijver Ernest Hemingway. Toen de schrijver in 1961 door zelfdoding uit het leven stapte, bedacht Welles het idee om een film te maken over een ouder wordende macho die door zijn passie voor stierenvechten in de ban raakt van een jonge stierenvechter. Het project leidde niet meteen tot iets. In 1966, nadat hij de productie van Chimes at Midnight (1965) had afgerond, begon Welles in Spanje aan het script verder te werken. Het project kreeg aanvankelijk de titel Sacred Beasts en de protagonist werd veranderd in een Hemingwayachtige filmmaker. Eind jaren '60 keerde Welles terug naar de Verenigde Staten en werd de locatie van zijn script veranderd in Hollywood. Reeds in 1969 begon een second-unitcrew beelden op te nemen voor het project.

### Opnames
In augustus 1970 gingen de opnames in Los Angeles van start. Aanvankelijk focuste Welles zich op het opnemen van de onafgewerkte film van Jake Hannaford, de protagonist van zijn script. Die fictieve film, getiteld The Other Side of the Wind (wat uiteindelijk ook de titel van Welles' film zou worden), werd een parodie op het werk van de Italiaanse cineast Michelangelo Antonioni. Welles omschreef de parodiefilm als Hannafords surrealistische, droomachtige poging tot tegencultuur.
Aanvankelijk was Welles niet zeker wie hij als Jake Hannaford zou casten. Om die reden werd er initieel rond het personage heen gefilmd. In 1971 werd de productie tijdelijk stopgezet vanwege Welles' fiscale problemen, waardoor hij genoodzaakt was om aan andere en meer winstgevende filmprojecten mee te werken.
In 1973 werden de opnames voortgezet. De regisseur overwoog om zelf de hoofdrol te vertolken maar besloot uiteindelijk om de bevriende regisseur John Huston te casten als Jake Hannaford. In januari 1976 werden de opnames afgerond.
De opnames sleepten jaren aan en waren zeer onconventioneel doordat Welles gebruikmaakte van verschillende locaties, camera's en filmtechnieken en scènes in zowel zwart-wit als kleur opnam. De meeste dialogen werden door de acteurs geïmproviseerd.
De opnames voor Hannafords verjaardagsfeestje vonden gedeeltelijk plaats in de Southwestern Studio in Carefree (Arizona). Welles gebruikte decorstukken van de sitcom The New Dick Van Dyke Show (1971–1974) die nog in de studio stonden. Andere scènes van het feestje werden opgenomen in een woning aan de rotsheuvels van Carefree die door Welles gehuurd werd en door de crew gebruikt werd als logeerplek. De woning bevond zich vlak bij de plaats waar het einde van Zabriskie Point (1970) werd opgenomen, een van Antonioni's films die door Welles geparodieerd werd in The Other Side of the Wind.
Een deel van de film werd opgenomen in de woning van Bogdanovich in Beverly Hills, waar Welles twee jaar verbleef. Verder werd er ook gefilmd in Reseda (Los Angeles), Culver City, Connecticut, Nederland, België, Spanje, Engeland en Frankrijk. Welles filmde ook zonder toestemming op de backlot van Metro-Goldwyn-Mayer.

### Casting
Doordat de film een satirische blik werpt op Hollywood besloot Welles om de cast grotendeels in te vullen met regisseurs. Voor het hoofdpersonage castte hij in 1973 de bevriende regisseur John Huston. De rest van de cast vulde hij aan met filmmakers als Claude Chabrol, Norman Foster, Peter Bogdanovich, Dennis Hopper, Paul Mazursky, Richard Wilson, Gary Graver, Curtis Harrington, Henry Jaglom en oudere acteurs als Mercedes McCambridge, Paul Stewart, Edmond O'Brien en George Jessel.
Foster, Jessel, McCambridge, O'Brien, Stewart en Wilson representeren in de film Klassiek Hollywood en maken deel uit van Hannafords entourage. Chabrol, Harrington, Hopper, Jaglom en Mazursky spelen grotendeels zichzelf en representeren New Hollywood.
Aanvankelijk werd imitator Rich Little gecast als het personage Brooks Otterlake. Little nam verschillende scènes op, maar werd uiteindelijk vervangen door regisseur Peter Bogdanovich, die initieel gecast was als het personage Charles Pister. Die rol ging vervolgens naar filmcriticus Joseph McBride. Het personage Mavis Henscher, vertolkt door Cathy Lucas, is een parodie op actrice Cybill Shepherd, die destijds de vriendin was van Bogdanovich.

### Financiële problemen
De productie kende verschillende financiële problemen. Welles en zijn partner Oja Kodar investeerden eerst zelf geld in de film. Ook Peter Bogdanovich investeerde zo'n 500.000 dollar in het project. Later werd Welles door de Spaanse producent Andrés Vicente Gómez, die Welles tijdens de productie van Treasure Island (1972) had leren kennen, opgelicht. De Spanjaard, die als tussenpersoon fungeerde, ging met het geld van Iraanse investeerders aan de haal. Hoewel dit verhaal door de Franse producente Dominique Antoine en Bogdanovich bevestigd werd, ontkende Gómez in 2013 in een op zijn website gepubliceerde biografie dat hij Welles opgelicht had. In 1974 verliet Gómez het project. In 1972 kreeg Welles ook te maken met fiscale problemen, waardoor de opnames tijdelijk uitgesteld moesten worden.
In 1975 werd de relatie met de Iraanse investeerders, waaronder de sjahs schoonbroer Mehdi Bushehri, gespannen. De investeerders probeerden Welles' artistieke controle over het project in te dijken en wilden het winstaandeel van de regisseur verkleinen van 50 naar 20 procent. Welles ging vervolgens op zoek naar andere investeerders om zijn project te redden, maar vond er geen. De film was slechts gedeeltelijk (40–50 minuten) gemonteerd. In de loop der jaren werkte Welles beetje bij beetje verder aan de montage. Tussendoor bleef hij acteren om zijn schulden af te lossen.

### Juridische problemen
In 1979 had Welles zo'n 40 minuten van de film gemonteerd. In dat jaar werd Mohammad Reza Pahlavi, de schoonbroer van Welles' Iraanse investeerder Mehdi Bushehri, afgezet als de sjah van Iran. De regering van Ruhollah Khomeini, die de sjah had onttroond, liet beslag leggen op alle eigendommen van het vorige regime, waaronder Welles' film. Toen de regering de film als waardeloos bestempelde, ontstond er een complexe en decennia lange juridische strijd om het eigendomsrecht. De negatieven van de film werden in al die jaren bewaard in een kluis in Parijs.
Na het overlijden van Welles in 1985 meende zowel Beatrice Welles, Welles' dochter uit een huwelijk met Paola Mori, als Oja Kodar, Welles' minnares en filmpartner, recht te hebben op de film. De Iraanse investeerder Mehdi Bushehri, en later diens erfgenamen, meende dat de film alsnog uitbrengen de beste manier was om zijn investering terug te verdienen. Kodar, die ook een rol vertolkt in The Other Side of the Wind, probeerde in 1998 samen met Bushehri en betaalzender Showtime om de film te vervolledigen, maar werd gedwarsboomd door verschillende rechtszaken die door Beatrice Welles waren opgestart.
Naast de negatieven die in Parijs bewaard werden, waren er nog twee ruwe en onafgewerkte versies van de film in omloop. De ene kopie was in handen van Gary Graver, de cameraman van de film. De andere kopie werd door Welles zelf uit Parijs gesmokkeld net voor de juridische problemen van start gingen. Deze versie van de film liet hij aan Kodar achter.
In de loop der jaren ondernamen onder meer Oja Kodar, Gary Graver, Peter Bogdanovich en Joseph McBride pogingen om het werk van Welles af te ronden. Ook Frank Marshall, die in de jaren 1970 aan het project had meegewerkt als productiemanager en sindsdien uitgroeide tot een invloedrijke filmproducent, ondernam pogingen om de film alsnog uit te brengen. Eind jaren '90 toonde hij verschillende studio's een ruwe versie van The Other Side of the Wind, maar omwille van de juridische onduidelijkheid toonde geen enkele studio interesse in een release.
Eind jaren '80 en begin jaren '90 toonden Kodar en Graver ook een ruwe versie aan verschillende regisseurs, waaronder de terminaal zieke John Huston, Steven Spielberg, Oliver Stone, Clint Eastwood en George Lucas. In de nasleep van de vertoning beschuldigde Kodar enkele regisseurs van plagiaat. Zo beweerde ze dat Eastwood een zin uit de film had gebruikt in Unforgiven (1993) en dat Stone de snelle montage en filmstijl van The Other Side of the Wind had nagebootst in JFK (1991), Natural Born Killers (1994) en Nixon (1995).

#### Showtime
In 2007 werd een akkoord bereikt tussen Kodar, Bushehri, Showtime en Beatrice Welles om de film uit te brengen. Kodar riep de hulp in van onafhankelijk producent Paul Hunt, die destijds als producent, assistent-monteur en assistent-cameraman aan The Other Side of the Wind had meegewerkt. Hunt kocht vervolgens met zijn productiepartner Sanford Horowitz de rechten over van Bushehri. Nadien werd een poging ondernomen om de film te vervolledigen, met Bogdanovich als regisseur. Toen Hunt en Horowitz vervolgens ook de rechten van Kodar wilden overnemen, liep het project vast. Het duo wilde toegang tot de kluis in Parijs, maar Beatrice Welles spande opnieuw een rechtszaak aan. In december 2008 werd de montage van de film stopgezet door Showtime.
In 2010 verklaarde Bogdanovich dat de film die in Parijs lag, onderzocht was en van betere kwaliteit was dan de versies die Graver en Kodar in bezit hadden. Een jaar later overleed Paul Hunt en zette zijn productiepartner Sanford Horowitz samen met financierder John Nicholas het bedrijf Project Welles The Other Side LLC op poten om investeerders aan te trekken. Het doel was om de film te vervolledigen en de juridische onduidelijkheid tussen Kodar en Beatrice Welles op te helderen. Desondanks sleepte het project opnieuw aan. Showtime wilde nog steeds investeren, maar weigerde bekend te maken wat het budget zou zijn. Kodar wilde echter financiële garanties om zeker te zijn dat de film op professionele wijze zou afgerond worden. In 2012 ging Matthew Duda, de man die binnen Showtime zijn schouders onder het project had gezet, met pensioen.
In oktober 2014 verwierf het productiebedrijf Royal Road Entertainment, in samenwerking met Frank Marshall, alle rechten op de film. Bogdanovich en Marshall werkten nadien samen aan het vervolledigen van de film. De release was gepland voor 6 mei 2015, dag waarop Welles 100 jaar zou geworden zijn. Op 1 mei 2015 raakte bekend dat de releasedatum niet gehaald zou worden omdat de film nog niet klaar was. In de zoektocht naar geld om het project af te ronden, werd een crowdfundingcampagne georganiseerd. Men wilde 2 miljoen dollar inzamelen om de film digitaal te scannen en monteren. Er waren ook plannen om alle filmrollen van Parijs naar Los Angeles te halen om ze daar in een 4K-resolutie te restaureren. In juli 2015 werd de crowdfundingcampagne stopgezet op een ingezameld bedrag van 406.405 dollar.

#### Netflix
In april 2016 raakte bekend dat Netflix bereid was 5 miljoen dollar te betalen voor The Other Side of the Wind en een bijhorende documentaire over de film. In maart 2017 werd bevestigd dat Netflix de film zou uitbrengen en werden de originele negatieven naar Los Angeles overgebracht om de film te vervolledigen. In januari 2018 werd een onafgewerkte versie van de film getoond aan een select gezelschap van filmmakers, waaronder Peter Bogdanovich, Paul Thomas Anderson, Quentin Tarantino en Danny Huston, zoon van John Huston.
In maart 2018 werd bekendgemaakt dat componist Michel Legrand al sinds december 2017 aan de filmmuziek werkte. De muziekopnames vonden plaats in Malmedy (België) en Parijs.

## Release
Netflix was van plan om de film in mei 2018 uit te brengen op het filmfestival van Cannes, maar omdat de Franse organisatie de streamingdienst had uitgesloten van de hoofdcompetitie van het festival besloot Netflix om de geplande release van vijf festivalfilms, waaronder The Other Side of the Wind, te schrappen. De film ging vervolgens op 31 augustus 2018 in première op het filmfestival van Venetië. Sinds 2 november 2018 is de film ook beschikbaar via Netflix.

### They'll Love Me When I'm Dead
Naast de film zelf investeerde Netflix ook in een documentaire over Welles en de totstandkoming van The Other Side of the Wind. Deze documentaire kreeg de titel They'll Love Me When I'm Dead, wat een citaat is dat aan Welles toegeschreven wordt. Het project werd geregisseerd door Morgan Neville en maakt gebruik van zowel archiefbeelden als nieuwe interviews. De documentaire werd samen met de film op 2 november 2018 uitgebracht.